# Herichthys deppii
Herichthys deppii är en fiskart som först beskrevs av Heckel, 1840.  Herichthys deppii ingår i släktet Herichthys och familjen Cichlidae. Inga underarter finns listade i Catalogue of Life.